# وایلوکو (هاوایی)
وایلوکو (به انگلیسی: Wailuku) یک منطقهٔ مسکونی در ایالات متحده آمریکا است که در شهرستان ماویی، هاوایی واقع شده‌است. وایلوکو ۱۴٫۸ کیلومتر مربع مساحت و ۱۵٬۳۱۳ نفر جمعیت دارد و ۷۶ متر بالاتر از سطح دریا واقع شده‌است.